# Tuudi
Tuudi est un village situé dans la commune de Lihula du comté de Lääne en Estonie.
Au 31 décembre 2011, il compte 180 habitants.